# Shanakdakhete
Shanakdakhete est une reine candace, souveraine du royaume de Koush dans la Nubie antique, l'actuel Soudan. Certains spécialistes pensent qu'il s'agit en fait d'un autre nom de la reine Amanishakhéto. En tant que reine, elle joue aussi un rôle religieux de premier plan.
Elle construit le temple « F » à Naqa, avec des caractéristiques originales sur la position des divinités. Sa chambre mortuaire a été découverte, elle comporte des représentations avec ses attributs royaux. Les inscriptions qui portent sa titulature sont les plus anciennes connues en épigraphie méroïtique. Une pyramide lui correspondant a été identifiée à Méroé, mais sans certitude.

## Biographie et règne

### Titulature royale, inscriptions
Le nom de Shanakdakhete est inscrit comme celui d'une reine dans les hiéroglyphes égyptiens méroïtiques. Il signifierait « Shanak [nom nubien de la déesse Mout] l'a enfantée ». On peut observer les inscriptions comportant sa titulature royale sur les montants de chaque côté de la niche de l'autel du temple « F » à Naqa. Comme l'indique László Török, Shanakdakhete y est présentée comme : « Fils de Rê, Seigneur des Deux Terres, Shanakdakhete » (Sa Re nebtawy, Shanakdakhete).

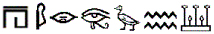
Titulature royale de la reine Shanakdakhete.

L'inscription dans sa totalité peut se lire ainsi :

« Le prêtre-waab royal du Fils de Rê : Shanakdakhete a donné la vie chaque jour, « bien-aimé de Ma'at », comme ...,
Le fils de Rê, ...le Seigneur des Deux Terres (Égypte) : Shanakdakhete. »

Les Koushites ont commencé peu avant à écrire leur propre langue, le méroïtique, au début du IIe siècle avant notre ère, au moyen d'une écriture de type alphabétique, sous le règne d'Ergamenes. L'écriture méroïtique est déchiffrée, mais la langue n'est pas encore complètement comprise. Sa première inscription épigraphique connue est justement cette inscription de la reine Shanakdakhete dans le temple « F » à Naqa.

### Période de règne, pouvoir
L'origine, la famille et la généalogie de Shanakdakhete restent obscures.
La candace Shanakdakhete est la plus ancienne reine africaine connue ayant régné sur l'ancienne Nubie,. La durée de son règne s'étend d'environ 170 à 150 avant notre ère. Une autre hypothèse lui attribue un règne de plus courte durée, sur la période allant de 170 à 160. Enfin, d'après une plus récente hypothèse — qui se base sur l'analyse de ses hiéroglyphes —, elle ne ferait qu'un avec Amanishakhéto, une reine qui aurait pris part au conflit qui opposait Rome et Méroé. Si tel est le cas, elle aurait régné, non pas au début du deuxième, mais bien au premier siècle avant notre ère.
Elle semble, à un moment de sa vie, régner avec les pleins pouvoirs sur tout l'empire de Méroé, seule, sans roi régnant avec elle ; lorsqu'elle est représentée avec un homme, celui-ci ne porte pas d'attribut royal. En tant que reine, Shanakdakhete joue aussi un rôle important dans la religion méroïtique.
La reine Shanakdakhete a construit le temple « F » à Naqa, qui possède des caractéristiques inhabituelles dans la première moitié de ce temple, comportant des cloisons intérieures avec les dieux faisant face au mur du fond. Ce temple est le plus ancien bâtiment retrouvé sur le site. C'est dans ce temple qu'ont été retrouvées les inscriptions en hiéroglyphes méroïtiques avec la titulature de la reine.

## Représentations et attributs royaux

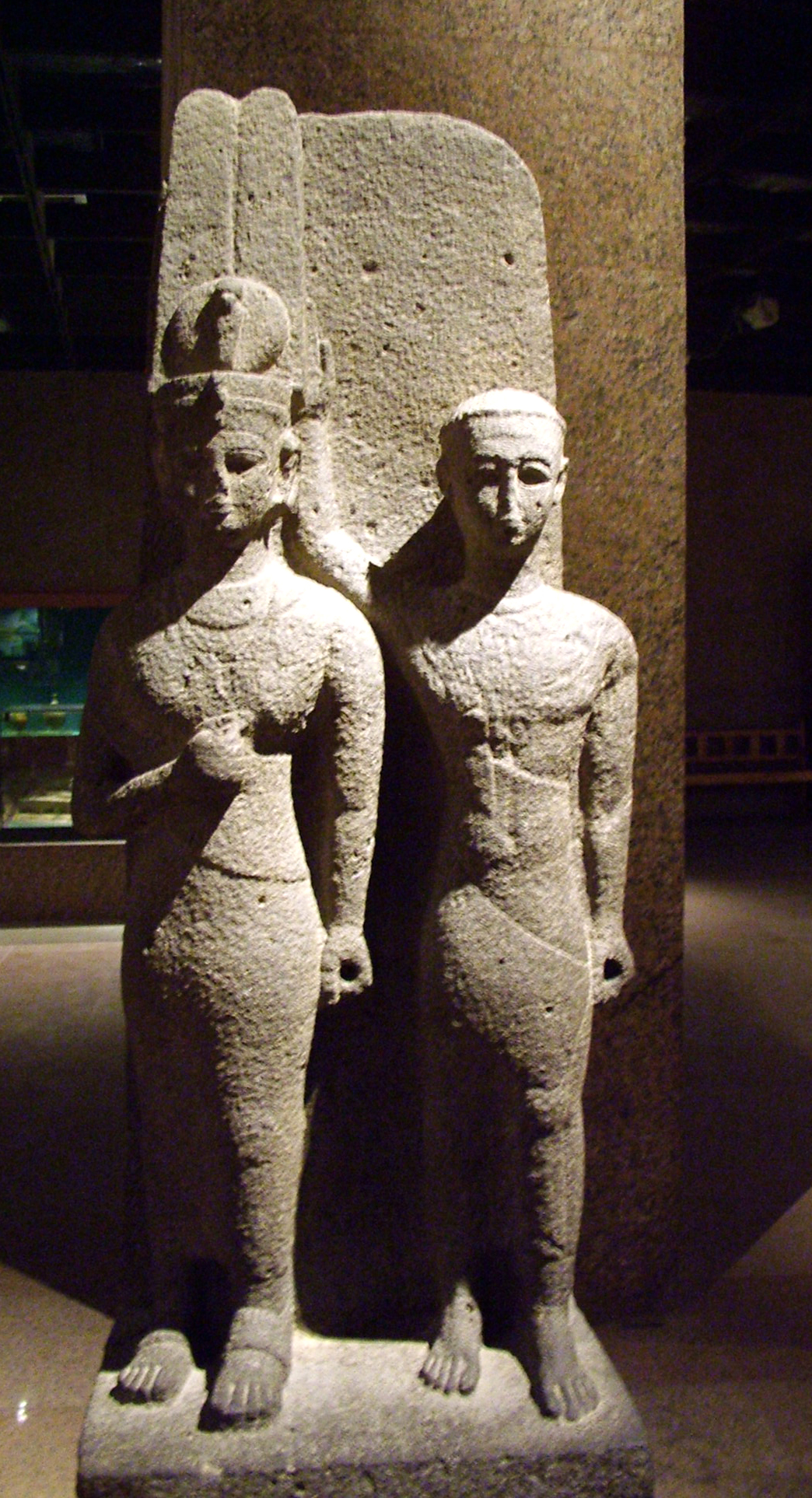
Shanakdakhete à gauche, avec les attributs royaux.

Dans l'une de ses sculptures sur un bas-relief sur un pilier dorsal, la candace Shanakdakhete est représentée ornée d'un insigne de haut rang sur le front et d'une couronne. Cette couronne est semblable à celle portée par les souverains régnants. Elle a comme attributs supplémentaires le disque solaire avec de grandes plumes,.
Le vêtement et les accessoires dont elle est parée sont semblables à ceux connus dans l'art égyptien antique et la représentation des pharaons, avec notamment l'Uræus, l'insigne du cobra protecteur. Son costume royal est en trois parties. Son collier et ses boucles d'oreilles sont décorés d'une tête de chèvre. La chèvre est l'animal sacré du dieu Amon, utilisée dans la tradition décorative koushite très répandue en Nubie. Le prince debout à côté d'elle, vêtu d'une tunique drapée autour de l'épaule gauche dans un style grec, est représenté avec une bande ordinaire en guise de couronne. Les deux personnages sont représentés avec le pied gauche en avant. Belle Africaine, la reine est représentée avec une solide stature et parée de nombreux bijoux, ce qui indique la richesse, le pouvoir et la prospérité. La présence de l'enfant montre sa capacité à procréer,.
Dans les décorations de la chapelle mortuaire de Shanakdakhete, les caractéristiques architecturales sont très artistiques. Dans un relief en creux, la reine est représentée portant un vêtement décoré, parée de bijoux, assise sur un trône royal en forme de lion, portant une lance et une branche de palmier dans sa main droite, avec la main gauche levée.

## Datation des inscriptions, pyramide

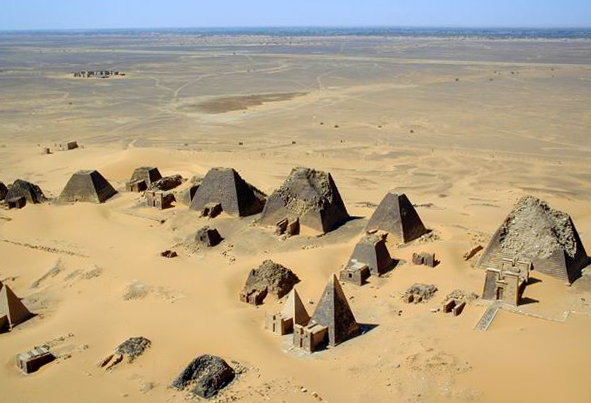
Site de Méroé, sa capitale. Sa pyramide est à droite, la plus grande.

Le double cartouche trouvé à Naqa est daté d'une période plus tardive du IIe siècle. Ce serait la première inscription épigraphique connue en hiéroglyphes méroïtiques. Cependant, la cursive hiéroglyphique sur le cartouche de la reine est appelée de style « classique », non visible sur la dalle Jebel Barkal du cartouche de Tanyidamani, qui est encore considéré par certains spécialistes comme le successeur de Shanakdakhete.
La pyramide de Shanakdakhete à Méroé a été identifiée, à côté de celle de Tanyidamani, mais cette identification n'est pas établie avec certitude, car son nom n'y est pas conservé. Dans les reliefs de la chapelle de la tombe de la reine Shanakdakhete, les sculptures montrent des hommes tenant des flèches comme une coutume d'enterrement méroïtique.
Dans la stèle en relief en grès exposée au British Museum, qui faisait partie du mur des pyramides à parois abruptes du cimetière de Méroé, on pense que la reine Shanakdakhete est représentée trônant avec un prince debout à côté d'elle sous la protection de la déesse Isis avec des ailes. Des scènes d'offrandes religieuses, l'évaluation de la reine devant Osiris et un certain nombre de porteurs alignés à l'avant portant des cadeaux sont représentés sur ces bas-reliefs.